# Gesetz über die Selbstverwaltung der Gemeinden und Landkreise in der DDR
Das Gesetz über die Selbstverwaltung der Gemeinden und Landkreise in der DDR war die letzte Kommunalverfassung der Deutschen Demokratischen Republik. Sie trat am 17. Mai 1990 in Kraft.

## Gemeindebegriff
In dessen erstem Abschnitt findet sich die folgende Legaldefinition für eine Gemeinde nach diesem Gesetz:

„§ 1 Begriff der Gemeinde.
(1) Die Gemeinde ist Grundlage und Glied des demokratischen Staates.
(2) Die Gemeinde ist eine Bürgergemeinschaft. Sie fördert in bürgerschaftlicher Selbstverwaltung das Wohl und das gesellschaftliche Zusammenleben ihrer Einwohner.
(3) Die Gemeinde ist Gebietskörperschaft.“

Mit dem Paragraphen 102, Abs. 1 dieser Rechtsvorschrift wurde die bislang geltende „Kommunalverfassung“ aus dem Jahre 1985, das Gesetz über die örtlichen Volksvertretungen in der Deutschen Demokratischen Republik vom 4. Juli 1985 aufgehoben.

## Behörden der Kommunalaufsicht
Die Kommunalaufsicht lag nach diesem Gesetz in der Verantwortung verschiedener Stellen bzw. Amtsträger:
- der Landrat als unterste staatliche Verwaltungsbehörde: Rechtsaufsicht für kreisangehörige Städte und Gemeinden (§ 64 Abs. 1),
- der Regierungsbevollmächtigter des Bezirkes: bis zur Länderbildung Rechtsaufsicht für kreisfreie Stadt (§ 64 Abs. 2),
- der Regierungsbevollmächtigter des Bezirkes: bis zur Bildung der Länderregierung für die Landkreise (§ 98 Abs. 1).
- Die Oberste Rechtsaufsichtsbehörde war der Minister für Regionale und Kommunale Angelegenheiten unter Mitwirkung des Ministers des Inneren (§ 64 Abs. 3, § 98 Abs. 2).

## Novellierung
Nach Abschluss des Einigungsvertrages wurde es per 31. August 1990 ergänzt und an Gegebenheiten der wieder gebildeten Länder Mecklenburg-Vorpommern, Brandenburg, Sachsen-Anhalt, Sachsen sowie Thüringen angepasst und auch im Bundesgesetzblatt (BGBl. II S. 889) veröffentlicht. Am 3. Oktober 1990, dem Tag der Deutschen Einheit, wurde es in Landesrecht der fünf neuen Bundesländer überführt.

## Besonderheiten der Verwaltungspraxis
Erstmals seit der Auflösung der Länder in der DDR 1952 und der Siegelordnung vom 28. Mai 1953 durften nach diesem Gesetz die Städte und Gemeinden der DDR nach § 10 Punkt 2 wieder eigene Siegel führen.

## Weiterführende Informationen
- Kreisreformen in der DDR
- Bezirk (DDR)